# Rudolf Poppo
Karl Albert Rudolf Franz Poppo (* 9. Oktober 1869 in Bernstadt in Schlesien; † nach 1934) war ein deutscher Arzt und Geheimer Sanitätsrat.

## Leben
Rudolf Poppo studierte an der TH Charlottenburg und an der TH Karlsruhe. Seit 1890 gehörte er der Burschenschaft Germania Karlsruhe an. Später sattelte er auf Medizin um und studierte Medizin in Berlin und in Greifswald, wo er 1898 zum Dr. med. promoviert. Ab 1898 war er praktizierender Augenarzt in Marienwerder und ab 1911 in Eisemroth. Er war Mitglied der preußischen Ärztekammer und Geheimer Sanitätsrat.
Poppo nahm am Ersten Weltkrieg teil, im Landwehr-Infanterie-Regiment Nr. 349 und in der 3. Garde-Regiment zu Fuß. Er wurde mit dem Eisernen Kreuz II. Klasse sowie dem hessischen Militär-Sanitätskreuz ausgezeichnet.
Am 30. September 1908 heiratete er Gertrud geb. Freyer. Aus der Ehe stammten fünf Kinder.

## Schriften
- Ueber das von Professor Helferich an der chirurgischen Klinik zu Greifswald seit 1892 geübte Operationsverfahren bei Epispadie und Hypospadie. Dissertation Greifswald 1898.